# Montpellier UC

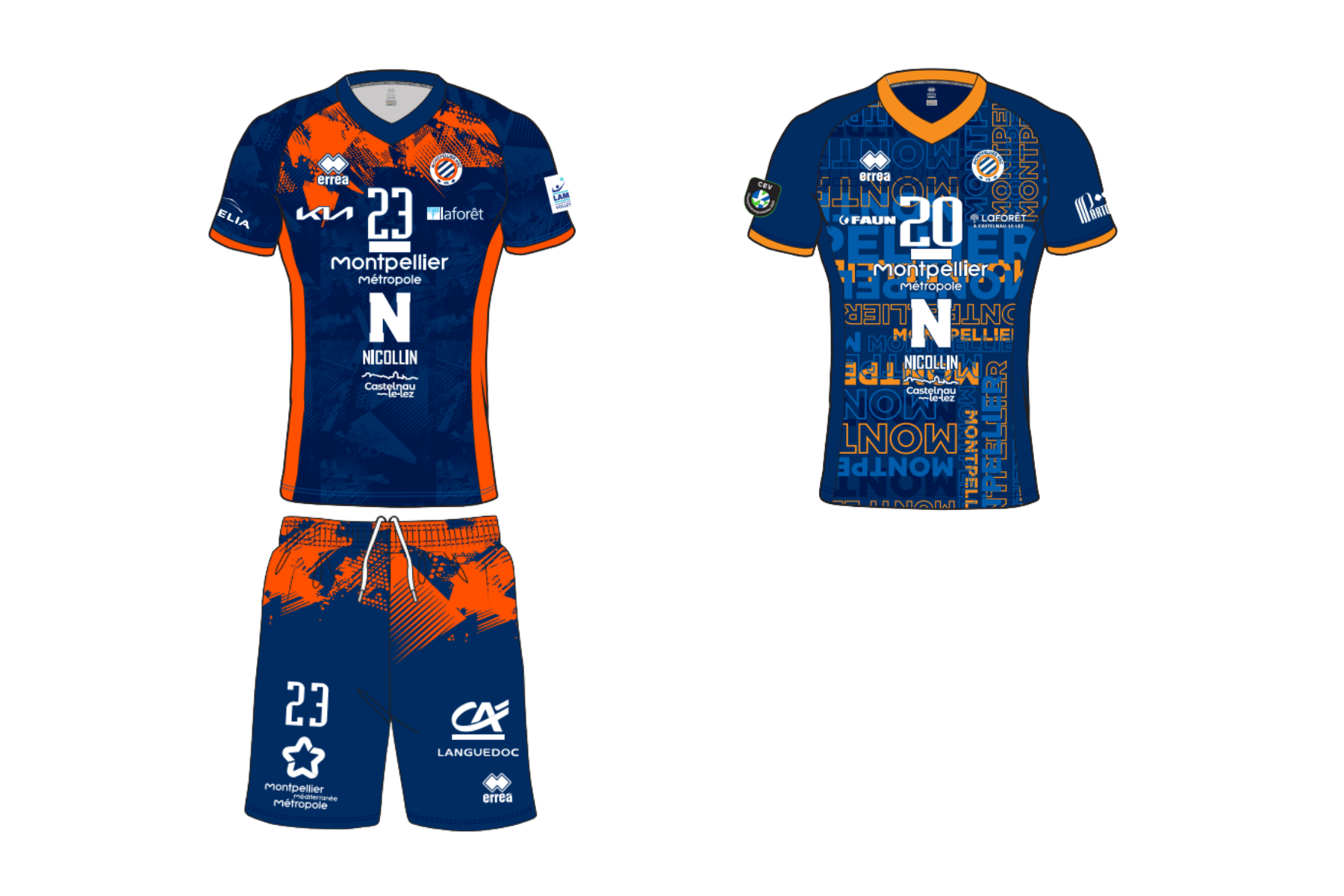
Strój sportowy klubu w sezonie 2022/2023

Montpellier Université Club – francuski męski klub siatkarski z Montpellier założony w 1941 roku.

## Bilans sezon po sezonie
| Sezon     | Rozgrywki ligowe | Rozgrywki ligowe | Puchar Francji | Europejskie puchary | Europejskie puchary |
| Sezon     | Poziom           | Miejsce          | Puchar Francji | Rozgrywki klubowe   | Moment odpadnięcia  |
| --------- | ---------------- | ---------------- | -------------- | ------------------- | ------------------- |
| 1990/1991 | Ligue A          | 4. miejsce       |                |                     |                     |
| 1991/1992 | Ligue A          | 2. miejsce       |                | Puchar CEV          | III runda           |
| 1992/1993 | Ligue A          | 4. miejsce       |                | Puchar CEV          | II runda            |
| 1993/1994 | Ligue A          | 6. miejsce       |                |                     |                     |
| 1994/1995 | Ligue A          | 7. miejsce       |                |                     |                     |
| 1995/1996 | Ligue A          | 4. miejsce       |                |                     |                     |
| 1996/1997 | Ligue A          | 3. miejsce       |                |                     |                     |
| 1997/1998 | Ligue A          | 5. miejsce       |                | Puchar CEV          | 1/8 finału          |
| 1998/1999 | Ligue A          | 7. miejsce       |                | Puchar CEV          | 1/8 finału          |
| 1999/2000 | Ligue A          | 9. miejsce       |                |                     |                     |
| 2000/2001 | Ligue A          | 5. miejsce       |                |                     |                     |
| 2001/2002 | Ligue A          | 7. miejsce       |                | Puchar CEV          | faza główna         |
| 2002/2003 | Ligue A          | 5. miejsce       |                |                     |                     |
| 2003/2004 | Ligue A          | 7. miejsce       |                |                     |                     |
| 2004/2005 | Ligue A          | 10. miejsce      |                |                     |                     |
| 2005/2006 | Ligue A          | 10. miejsce      |                |                     |                     |
| 2006/2007 | Ligue A          | 8. miejsce       |                |                     |                     |
| 2007/2008 | Ligue A          | 7. miejsce       | 2. miejsce     |                     |                     |
| 2008/2009 | Ligue A          | 8. miejsce       |                |                     |                     |
| 2009/2010 | Ligue A          | 12. miejsce      | 2. miejsce     | Puchar CEV          | 1/8 finału          |
| 2010/2011 | Ligue A          | 8. miejsce       | ćwierćfinał    |                     |                     |
| 2011/2012 | Ligue A          | 9. miejsce       |                |                     |                     |
| 2012/2013 | Ligue A          | 9. miejsce       | półfinał       |                     |                     |
| 2013/2014 | Ligue A          | 12. miejsce      | ćwierćfinał    |                     |                     |
| 2014/2015 | Ligue A          | 11. miejsce      | 1/16 finału    |                     |                     |
| 2015/2016 | Ligue A          | 11. miejsce      | ćwierćfinał    |                     |                     |
| 2016/2017 | Ligue A          | 5. miejsce       | półfinał       |                     |                     |
| 2017/2018 | Ligue A          | 6. miejsce       | 1/8 finału     | Puchar CEV          | 1/4 finału          |
| 2018/2019 | Ligue A          | 5. miejsce       | 1/8 finału     |                     |                     |
| 2019/2020 | Ligue A          | –                | ćwierćfinał    | Puchar Challenge    | 1/4 finału          |
| 2020/2021 | Ligue A          | 3. miejsce       |                | Puchar CEV          | półfinał            |
| 2021/2022 | Ligue A          | 1. miejsce       | ćwierćfinał    | Puchar CEV          | 1/8 finału          |
| 2022/2023 | Ligue A          | 8. miejsce       | ćwierćfinał    | Liga Mistrzów       | faza grupowa        |
| 2022/2023 | Ligue A          | 8. miejsce       | ćwierćfinał    | Puchar CEV          | ćwierćfinał         |
| 2023/2024 | Ligue A          | 6. miejsce       | 2. miejsce     |                     |                     |
| 2024/2025 | Ligue A          | 2. miejsce       | 2. miejsce     |                     |                     |

- rozgrywki Ligue A w sezonie 2019/2020 przerwano z powodu rozprzestrzenia się koronawirusa we Francji

Poziom rozgrywek:
     pierwszy, najwyższy ogólnokrajowy
     drugi
     trzeci
     czwarty
     piąty

## Sukcesy
Mistrzostwo Francji:
- 1947, 1949, 1950, 1951, 1972, 1973, 1975, 2022[2]
- 1969, 1970, 1971, 1976, 1977, 1979, 1992
- 1985, 1989, 1997, 2017

Superpuchar Francji:
- 2022[3], 2024[4]

## Kadra

### Sezon 2022/2023[5]
- Pierwszy trener:  Olivier Lecat
- Drugi trener:  Fabio Storti

| Nr | Imię i nazwisko               | Data ur. | Wzrost | Pozycja      |
| -- | ----------------------------- | -------- | ------ | ------------ |
| 2  | Matthieu Vol                  | 2001     | 190    | przyjmujący  |
| 3  | Audric Taramini               | 2002     | 200    | środkowy     |
| 4  | Leonardo Nascimento           | 1995     | 201    | przyjmujący  |
| 5  | Renan Michelucci              | 1994     | 200    | środkowy     |
| 6  | Danny Demyanenko              | 1994     | 198    | środkowy     |
| 7  | Thiago Veloso                 | 1993     | 185    | rozgrywający |
| 8  | Piele Halagahu                | 2001     | 196    | atakujący    |
| 9  | Marin Dukic                   | 2000     | 192    | przyjmujący  |
| 10 | Denis Christiany              | 2003     | 197    | przyjmujący  |
| 11 | Théo Faure                    | 1999     | 200    | atakujący    |
| 12 | Pépin Rajoharivelo            | 2004     | 185    | rozgrywający |
| 13 | Ezequiel Palacios             | 1992     | 203    | przyjmujący  |
| 14 | Nicolas Le Goff               | 1992     | 207    | środkowy     |
| 15 | Aurélien Nicolas              | 2003     | 206    | środkowy     |
| 17 | Nathan Spano                  | 2004     | 193    | przyjmujący  |
| 18 | Kamil Baránek (od 28.12.2022) | 1983     | 198    | przyjmujący  |
| 19 | Sebastián Closter             | 1989     | 180    | libero       |
| 20 | Julien Lecat                  | 1999     | 191    | przyjmujący  |

### Sezon 2021/2022
- Pierwszy trener:  Olivier Lecat
- Drugi trener:  Fabio Storti

| Nr | Imię i nazwisko            | Data ur. | Wzrost | Pozycja      |
| -- | -------------------------- | -------- | ------ | ------------ |
| 1  | Javier González            | 1983     | 194    | rozgrywający |
| 2  | Matthieu Vol               | 2001     | 190    | przyjmujący  |
| 3  | Thomas Gill                | 2000     | 198    | rozgrywający |
| 6  | Danny Demyanenko           | 1994     | 198    | środkowy     |
| 7  | Célestin Cardin            | 1999     | 197    | atakujący    |
| 8  | Julien Lyneel              | 1990     | 192    | przyjmujący  |
| 9  | Šimon Krajčovič            | 1996     | 210    | środkowy     |
| 10 | Nicolás Lazo               | 1995     | 193    | przyjmujący  |
| 11 | Théo Faure                 | 1999     | 200    | atakujący    |
| 13 | Ezequiel Palacios          | 1992     | 203    | przyjmujący  |
| 14 | Nicolas Le Goff            | 1992     | 207    | środkowy     |
| 15 | Aurélien Nicolas           | 2003     | 2006   | środkowy     |
| 16 | Alexis González            | 1981     | 184    | libero       |
| 20 | Julien Lecat               | 1999     | 191    | przyjmujący  |
|    | Luka Basic (od 28.03.2022) | 1995     | 201    | przyjmujący  |

### Sezon 2020/2021
- Pierwszy trener:  Olivier Lecat
- Drugi trener:  Arnaud Josserand

| Nr | Imię i nazwisko                 | Data ur. | Wzrost | Pozycja      |
| -- | ------------------------------- | -------- | ------ | ------------ |
| 1  | Javier González                 | 1983     | 192    | rozgrywający |
| 2  | Matthieu Vol                    | 2001     | 189    | przyjmujący  |
| 3  | Thomas Gill                     | 2000     | 196    | rozgrywający |
| 4  | Kévin Kaba                      | 1994     | 204    | środkowy     |
| 6  | Danny Demyanenko                | 1994     | 196    | środkowy     |
| 8  | Joachim Panou                   | 1997     | 197    | przyjmujący  |
| 9  | Nicolás Méndez                  | 1992     | 191    | przyjmujący  |
| 10 | Ryan Sclater                    | 1994     | 200    | atakujący    |
| 12 | Quentin Grosnon                 | 2001     | 182    | libero       |
| 13 | Ezequiel Palacios               | 1992     | 200    | przyjmujący  |
| 14 | Nicolas Le Goff                 | 1992     | 205    | środkowy     |
| 16 | Alexis González                 | 1981     | 184    | libero       |
| 17 | Nicolas Bernard Muck dos Santos | 1995     | 202    | środkowy     |
| 20 | Julien Lecat                    | 1999     | 193    | przyjmujący  |

### Sezon 2019/2020
- Pierwszy trener:  Olivier Lecat
- Drugi trener:  Arnaud Josserand

| Nr | Imię i nazwisko                 | Data ur. | Wzrost | Pozycja      |
| -- | ------------------------------- | -------- | ------ | ------------ |
| 1  | Javier González                 | 1983     | 192    | rozgrywający |
| 2  | Corentin Phelut                 | 2000     | 181    | rozgrywający |
| 4  | Kévin Kaba                      | 1994     | 204    | środkowy     |
| 5  | Quentin Jouffroy                | 1993     | 203    | środkowy     |
| 6  | Clément Diverchy                | 1998     | 193    | rozgrywający |
| 7  | Théo Conré                      | 1997     | 192    | przyjmujący  |
| 8  | Joachim Panou                   | 1997     | 197    | przyjmujący  |
| 9  | Nicolás Méndez                  | 1992     | 191    | przyjmujący  |
| 10 | Ryan Sclater                    | 1994     | 200    | atakujący    |
| 11 | Fynnian McCarthy                | 1999     | 200    | środkowy     |
| 14 | Benjamin Diez                   | 1998     | 183    | libero       |
| 17 | Nicolas Bernard Muck dos Santos | 1995     | 202    | środkowy     |
| 19 | Mihajlo Stanković               | 1993     | 200    | przyjmujący  |
| 20 | Julien Lecat                    | 1999     | 191    | przyjmujący  |

### Sezon 2018/2019
- Pierwszy trener:  Olivier Lecat
- Drugi trener:  Arnaud Josserand

| Nr | Imię i nazwisko   | Data ur. | Wzrost | Pozycja      |
| -- | ----------------- | -------- | ------ | ------------ |
| 1  | Javier González   | 1983     | 192    | rozgrywający |
| 2  | Corentin Phelut   | 2000     | 181    | rozgrywający |
| 3  | Rémi Bassereau    | 1999     | 194    | przyjmujący  |
| 4  | Kévin Kaba        | 1994     | 204    | środkowy     |
| 5  | Quentin Jouffroy  | 1993     | 203    | środkowy     |
| 6  | Clément Diverchy  | 1998     | 193    | rozgrywający |
| 7  | Théo Conré        | 1997     | 192    | przyjmujący  |
| 8  | Aleksiej Nałobin  | 1989     | 203    | środkowy     |
| 9  | Jean Patry        | 1996     | 207    | atakujący    |
| 10 | Maxime Hervoir    | 1995     | 193    | przyjmujący  |
| 11 | Fynnian McCarthy  | 1999     | 203    | atakujący    |
| 14 | Benjamin Diez     | 1998     | 183    | libero       |
| 15 | Thiago Sens       | 1985     | 198    | przyjmujący  |
| 16 | Lévi Alves Cabral | 1989     | 198    | przyjmujący  |
| 18 | Quentin Passet    | 2000     | 184    | przyjmujący  |
| 20 | Julien Lecat      | 1999     | 191    | przyjmujący  |

### Sezon2017/2018
- Pierwszy trener:  Olivier Lecat
- Drugi trener:  Arnaud Josserand

| Nr | Imię i nazwisko | Data ur. | Wzrost | Pozycja      |
| -- | --------------- | -------- | ------ | ------------ |
| 1  | Andrij Diaczkow | 1985     | 207    | atakujący    |
| 3  | Hugo Caporiondo | 1995     | 188    | rozgrywający |
| 4  | Kévin Kaba      | 1994     | 204    | środkowy     |
| 6  | Andri Aganits   | 1993     | 207    | środkowy     |
| 7  | Gustavo Delgado | 1986     | 193    | przyjmujący  |
| 8  | Davide Saitta   | 1987     | 188    | rozgrywający |
| 9  | Jean Patry      | 1996     | 207    | atakujący    |
| 10 | Jean Lebot      | 1995     | 195    | środkowy     |
| 11 | Joachim Panou   | 1997     | 195    | atakujący    |
| 12 | Léo Chevalier   | 1997     | 192    | przyjmujący  |
| 13 | Daryl Bultor    | 1995     | 200    | środkowy     |
| 15 | Thiago Sens     | 1985     | 198    | przyjmujący  |
| 16 | Ludovic Duée    | 1991     | 193    | libero       |

### Sezon2016/2017
- Pierwszy trener:  Olivier Lecat
- Drugi trener:  Arnaud Josserand

| Nr | Imię i nazwisko   | Data ur. | Wzrost | Pozycja      |
| -- | ----------------- | -------- | ------ | ------------ |
| 1  | Andrij Diaczkow   | 1985     | 207    | atakujący    |
| 3  | Hugo Caporiondo   | 1995     | 188    | rozgrywający |
| 5  | André Radtke      | 1982     | 201    | środkowy     |
| 6  | Gauthier Bonnefoy | 1995     | 197    | przyjmujący  |
| 7  | Gustavo Delgado   | 1986     | 193    | przyjmujący  |
| 8  | Davide Saitta     | 1987     | 188    | rozgrywający |
| 9  | Jean Patry        | 1996     | 207    | atakujący    |
| 10 | Jean Lebot        | 1995     | 195    | środkowy     |
| 11 | Joachim Panou     | 1997     | 195    | atakujący    |
| 12 | Léo Chevalier     | 1997     | 192    | przyjmujący  |
| 13 | Daryl Bultor      | 1995     | 200    | środkowy     |
| 14 | Julien Lavagne    | 1985     | 184    | przyjmujący  |
| 15 | Thomas Koelewijn  | 1988     | 206    | środkowy     |
| 16 | Ludovic Duée      | 1991     | 193    | libero       |

### Sezon2015/2016
- Pierwszy trener:  Philippe Blain
- Drugi trener:  Arnaud Josserand

| Nr | Imię i nazwisko            | Data ur. | Wzrost | Pozycja      |
| -- | -------------------------- | -------- | ------ | ------------ |
| 1  | Romain Di Giantommaso      | 1994     | 183    | rozgrywający |
| 3  | Jean Lebot                 | 1995     | 195    | środkowy     |
| 5  | Felipe Mariano             | 1990     | 199    | środkowy     |
| 6  | Karel Linz                 | 1986     | 200    | przyjmujący  |
| 8  | Jasper Diefenbach          | 1988     | 195    | środkowy     |
| 9  | Jean Patry                 | 1996     | 207    | atakujący    |
| 10 | Philip Schneider           | 1981     | 200    | atakujący    |
| 11 | Victor Manuel Viciana Mera | 1983     | 187    | rozgrywający |
| 12 | Steve Peironet             | 1985     | 190    | libero       |
| 13 | Daryl Bultor               | 1995     | 200    | środkowy     |
| 14 | Julien Lavagne             | 1985     | 184    | przyjmujący  |
| 16 | Theo Josserand             | 1993     | 191    | przyjmujący  |
| 17 | Antoine Suty               | 1996     | 192    | rozgrywający |
| 18 | Nicolas Mandadjiev         | 1993     | 194    | środkowy     |
| 19 | Geoffrey Pauly             | 1993     | 191    | przyjmujący  |

### Sezon2014/2015
- Pierwszy trener:  Philippe Blain
- Drugi trener:  Arnaud Josserand

| Nr | Imię i nazwisko       | Data ur. | Wzrost | Pozycja      |
| -- | --------------------- | -------- | ------ | ------------ |
| 1  | Romain Di Giantommaso | 1994     | 183    | rozgrywający |
| 2  | Connor Hughes         | 1990     | 199    | przyjmujący  |
| 3  | Jean Lebot            | 1995     | 195    | środkowy     |
| 4  | Aleksandar Milkov     | 1982     | 199    | przyjmujący  |
| 5  | Rafael Redwitz        | 1980     | 190    | rozgrywający |
| 6  | Geoffrey Pauly        | 1993     | 191    | przyjmujący  |
| 7  | Nicolas Le Goff       | 1992     | 206    | środkowy     |
| 8  | Julien Lyneel         | 1990     | 192    | przyjmujący  |
| 9  | Jean Patry            | 1996     | 207    | atakujący    |
| 10 | Philip Schneider      | 1981     | 200    | atakujący    |
| 11 | Franck Lafitte        | 1989     | 202    | środkowy     |
| 12 | Philipp Kroiss        | 1988     | 184    | libero       |
| 13 | Daryl Bultor          | 1995     | 200    | środkowy     |
| 14 | Antoine Suty          | 1996     | 192    | rozgrywający |
| 16 | Theo Josserand        | 1993     | 191    | przyjmujący  |
| 18 | Nicolas Mandadjiev    | 1993     | 194    | środkowy     |

### Sezon2013/2014
- Pierwszy trener:  Philippe Blain
- Drugi trener:  Arnaud Josserand

| Nr | Imię i nazwisko    | Data ur. | Wzrost | Pozycja               |
| -- | ------------------ | -------- | ------ | --------------------- |
| 2  | Franck Lafitte     | 1989     | 202    | środkowy              |
| 3  | Mateusz Mika       | 1991     | 207    | przyjmujący           |
| 4  | Yacine Louati      | 1992     | 195    | przyjmujący           |
| 5  | Rafael Redwitz     | 1980     | 190    | rozgrywający          |
| 6  | Geoffrey Pauly     | 1993     | 191    | przyjmujący           |
| 7  | Nicolas Le Goff    | 1992     | 206    | środkowy              |
| 8  | Julien Lyneel      | 1990     | 192    | przyjmujący           |
| 9  | Jordan Corteggiani | 1991     | 198    | atakujący             |
| 10 | Philip Schneider   | 1981     | 200    | środkowy              |
| 11 | Loïc Le Marrec     | 1977     | 190    | rozgrywający          |
| 12 | Philipp Kroiss     | 1988     | 184    | libero                |
| 13 | Iván Castellani    | 1991     | 198    | atakujący             |
| 14 | Tanguy Lomba       | 1995     | 193    | przyjmujący/atakujący |
| 15 | Julien Latard      | 1993     | 192    | przyjmujący/atakujący |
| 16 | Theo Josserand     | 1993     | 191    | przyjmujący           |
| 19 | Nicolas Mandadjiev | 1993     | 194    | środkowy              |

## Polacy w klubie
| Lata gry  | Imię i nazwisko    |
| --------- | ------------------ |
| 2013-2014 | Mateusz Mika       |
| 2011-2012 | Marcel Gromadowski |